# Dissidia: Final Fantasy
 (octobre 2019).
Si vous disposez d'ouvrages ou d'articles de référence ou si vous connaissez des sites web de qualité traitant du thème abordé ici, merci de compléter l'article en donnant les références utiles à sa vérifiabilité et en les liant à la section « Notes et références ».
Dissidia: Final Fantasy (ディシディア ファイナルファンタジー) est un jeu de combat (plus exactement « Dramatic Progressive Action ») développé par Square Enix sur PlayStation Portable. Il est sorti fin 2008 au Japon et courant 2009 dans le reste du monde.
Le jeu propose différents personnages de la série Final Fantasy qui s’affrontent en combat singulier.

## Personnages
Il y a 23 personnages différents de la série Final Fantasy qui figurent dans Dissidia: Final Fantasy, dont deux bonus à débloquer : Shantotto et Gabranth et un disponible uniquement en adversaire : Chaos.
| Les alliés de Cosmos   | Jeu originel       | Voix               | Description | Mode EX |  |
| ---------------------- | ------------------ | ------------------ | --- | --- |  |
| Guerrier de la Lumière | Final Fantasy      | Toshihiko Seki     | Leader supposé de l’équipe de Cosmos, il contrôle la lumière. Il se bat à l'épée et au bouclier. | Anathème : succession d’attaques rapides. |  |
| Firion                 | Final Fantasy II   | Hikaru Midorikawa  | Firion se bat avec un set d’armes très différentes les unes des autres. Sa technique consiste à changer d’arme constamment au cours du combat, mais également à utiliser des armes d’attraction pour pouvoir avoir son ennemi à sa portée. | Mitrailleur ardent : utilise toutes ses armes à la fois pour un combo dévastateur qui draine les PV à l'adversaire.                                |  |
| Chevalier Oignon       | Final Fantasy III  | Jun Fukuyama       | Chevalier mêlant habilement combat rapide et faible magie. Il est le loyal ami de Terra, il pourrait se sacrifier pour elle si cette dernière le voulait. Il est plutôt orgueilleux et se dit intelligent. Il maîtrise aussi bien l'épée que la magie. La raison pour laquelle les développeurs ne lui ont pas donné de nom dans le jeu est surtout due au fait que sa principale apparence ne ressemble pas vraiment à Luneth, le véritable héros de Final Fantasy III, mais beaucoup plus à Ingus, l'un de ses compagnons de voyage. D'ailleurs, aussi étrange soit-il, la tenue alternative du Chevalier Oignon ressemble fortement à Luneth, tout en ressemblant également à son apparence initiale. Quant au fait qu'il soit décrit comme étant "super intelligent", cela rappelle également beaucoup le personnage d'Arc, le troisième protagoniste masculin du jeu. Dernière chose, le fait qu'il soit aussi proche d'une fille (Terra) dans l'aventure, pourrait également faire un clin d'œil à la relation qu'entretiennent Luneth, Ingus et Arc avec Refia, la seule et unique fille de leur groupe (on peut donc en conclure que le Chevalier Oignon est en quelque sorte la fusion de Luneth, d'Ingus et d'Arc...). Cependant, il est à noter que les héros de Final Fantasy III n'ont un nom que dans la version DS. En effet sur la version originale sur NES, les héros portent juste le titre de Guerriers de la Lumière, et le Chevalier Oignon est en fait la classe de base dont la puissance est révélée en acquérant un set d'équipements Oignon (Onion Sword, Onion Shield etc.). | Ninjutsu : Attaque surprise ou Grimoire : Sort lumière.                                                                                            |  |
| Cécil Harvey           | Final Fantasy IV   | Shizuma Hodoshima  | C’est un polymorphe : il possède deux formes qu’il peut prendre au cours du combat. L’une est celle du chevalier noir et l’autre celle du paladin de lumière. Il utilise une lance qui passe à l'état d'épée en mode Ex. | Double visage : une multitude d’attaques unissant la lumière et les ténèbres.                                                                      |  |
| Bartz Klauser          | Final Fantasy V    | Sōichirō Hoshi     | Il n’a pas d'attaque propre à lui-même. Il copie les techniques de plusieurs personnages. Il est très courageux et agis sans se soucier de sa vie, d'où le fait qu'on lui répète sans cesse qu'il est imprudent ou qu'il ne réfléchit pas avant d'agir. | Magilame-Deux armes-Volée : une multitude d’attaques regroupant toutes ses armes des guerriers de Cosmos et finit en une arme, la Lame des Braves. |  |
| Terra Branford         | Final Fantasy VI   | Yukari Fukui       | Terra est une jeune fille spécialiste en magie. Pacifiste dans l'âme, la puissance de ses pouvoirs la dépasse parfois au point qu'elle puisse en perdre le contrôle. Elle blessera une fois son loyal ami le Chevalier Oignon.Elle utilise principalement la magie mais peut dégainer une épée fine de temps à autre. | Lame rebelle : projette son aura sous forme de lames multiples.                                                                                    |  |
| Cloud Strife           | Final Fantasy VII  | Takahiro Sakurai   | Ancien membre du SOLDAT, faction de mercenaires, Cloud est un héros calme et déterminé. Il se bat avec une très lourde épée. Son principal atout est sa force. | Omnislash : succession d’attaques tranchantes et achève avec un coup surpuissant.                                                                  |  |
| Squall Leonhart        | Final Fantasy VIII | Hideo Ishikawa     | Sombre et renfermé, Squall se bat avec une arme très spéciale : la Gunblade. Il préfère voyager seul, mais comprendra au cours de sa quête du cristal que l’amitié est une force. | Renzokuken : rafale d’attaques éclairs se terminant par un coup destructeur.                                                                       |  |
| Djidane Tribal         | Final Fantasy IX   | Romi Paku          | Rapide et malicieux, c'est un voleur de talent. Il utilise sa suprématie aérienne pour battre ses adversaires. Il se bat avec 2 Dagues longues. | Paradoxe Gaïa : une multitude d’attaques plus rapides les unes que les autres pour finir en une tornade de coups.                                  |  |
| Tidus                  | Final Fantasy X    | Masakazu Morita    | Agile, audacieux et très rapide, Tidus se bat avec l'épée Fraternité offerte par son ami Wakka. Mêlant sauts acrobatiques et coups puissants, il est un combattant redoutable. Son adversaire n’est autre que son père, Jecht. | Champion de blitz : une rafale d’attaques aboutissant à un puissant coup final fait avec un Jecht Shoot dévastateur.                               |  |
| Shantotto              | Final Fantasy XI   | Megumi Hayashibara | C’est une magicienne noire contrôlant les éléments. Malgré son apparence enfantine, elle est redoutable, obstinée et très puissante. C'est l'un des meilleurs professeurs de sa ville. Elle utilise principalement ses sorts mais utilise son sceptre dans certains cas. | Fontaine de mana : un enchaînement de puissantes magies qui, si elles sont enchaînées dans l'ordre, infligent une importante quantité de dégâts.   |  |

| Les adeptes de Chaos        | Jeu originel       | Voix               | Description | Mode EX |
| --------------------------- | ------------------ | ------------------ | --- | --- |
| Garland                     | Final Fantasy      | Kenji Utsumi       | Ancien chevalier déchu, il est au cœur de l'intrigue du scenario de Final Fantasy : Dissidia. | Âme de Chaos:Utilise la polyvalence de son arme double au maximum pour finir en un coup double surpuissant. |
| Empereur Mateus de Palmécia | Final Fantasy II   | Kenyuu Horiuchi    | Ennemi juré de Firion, il est l’un des personnages principaux de Dissidia. Il utilise des techniques de pièges et des attaques à tête chercheuse. Il est arrogant et orgueilleux et pense pouvoir tout commander...même ses alliés. La seule personne en qui il montre un certain respect est son équipière : Ultimécia . | Autorité suprême:Contrôle l'esprit de l'adversaire pour le soumettre aux attaques drainantes. |
| Nuage des Ténèbres          | Final Fantasy III  | Masako Ikeda       | Avatar du néant, elle a pour vocation la destruction totale. Elle est extrêmement rapide, se déplace en volant et utilise des faisceaux de particules qu'elle modèle à souhait. Elle est l’ennemie du Chevalier Oignon et fait bonne équipe avec Exdeath. | Super faisceau de particules : une attaque réduisant tout en poussière. |
| Golbez                      | Final Fantasy IV   | Takeshi Kaga       | C’est l’ennemi de Cécil, et aussi son frère. Bien qu’il soit du côté de Chaos, il aide Cécil lors de sa quête du cristal, ce qui amènera ses compagnons à se poser des questions sur sa loyauté envers Chaos. | Lunes Jumelles:Fait appel a la puissance du Dragon Obscur pour lancer un sort dévastateur. |
| Exdeath                     | Final Fantasy V    | Tarō Ishida        | Il arbore fièrement un uniforme bleu azuré et utilise des magies de téléportation et de défense/riposte.Tout comme le Nuage de Ténèbres, il souhaiterait que tout retourne au Néant. | Loi du Néant:Concentre le Néant en une sphère plus ou moins compacte, absorbant l'adversaire dans le vide éternel. |
| Kefka Palazzo               | Final Fantasy VI   | Shigeru Chiba      | C’est l’ennemi de Terra. C’est un clown aux allures burlesques avec de très puissantes magies, mais sans aucune technique de combat physique. Mais le fait que sa magie soit très aléatoire peut se retourner contre lui-même. | Lumière du Verdict:Un puissant faisceau de lumière tombe du ciel, infligeant de terribles dégâts à l'ennemi. |
| Sephiroth                   | Final Fantasy VII  | Toshiyuki Morikawa | L’ennemi juré de Cloud. Il se bat avec un katana immense (Masamune) et est à la fois rapide et efficace ; disposant d’une portée de frappe considérable, c’est un combattant redoutable. | Super Nova : envoie l’ennemi dans la trajectoire d’un gigantesque météore. |
| Ultimécia                   | Final Fantasy VIII | Atsuko Tanaka      | Ultimécia est un personnage utilisant des magies temporelles. Elle peut matérialiser via une autre dimension des armes telles que des lances ou des couteaux. Son passé reste inconnu, mais plusieurs théories existent à ce sujet. Ultimécia est arrogante et égocentrique (comme son équipier l'Empereur), elle manigance avec l'Empereur et pense que, à la mort de Cosmos, Chaos doit mourir afin d'exécuter la Compression Temporelle . | Compression temporelle : fige le temps et matérialise de nombreuses dagues transcendant l’ennemi une fois le temps reprenant son cours. |
| Kuja                        | Final Fantasy IX   | Akira Ishida       | L’ennemi juré de Djidane, il se déplace en flottant dans l’air et ne se bat que par magie. C’est un maître du mouvement car il peut se téléporter où il veut. Il est en quelque sorte le frère de Djidane.Il possède un look assez original qui lui donne une apparence androgyne. | Ultime requiem : une multitude d’attaques plus puissantes les unes que les autres. |
| Jecht                       | Final Fantasy X    | Masuo Amada        | L'adversaire de Tidus, qui n’est autre que son père. Il possède une très grande force de frappe et est très puissant, mais lent. C'est le seul personnage à pouvoir parer toutes les attaques. Il se bat avec une grande épée large. | Roi du blitz: utilise un combo semblable à celui de Tidus mais avec un rocher de taille impressionnante, infligeant ainsi des dégâts monstrueux à l'opposant. |
| Gabranth                    | Final Fantasy XII  | Akio Ôtsuka        | C’est l'un des Haut-Juges présent dans l’univers de Final Fantasy XII. Il se bat avec une double lance qui s'avère être divisible en 2 lames dans son mode EX.Il ne parle pas beaucoup et on raconte que personne n'a vu son vrai visage tellement ce personnage est puissant... | Impulsions: Série d'attaques physiques et magiques s'achevant en un coup chargé de haine et de violence : la Fusion. |
| Chaos                       | Final Fantasy      |                    | Le dieu de la Discorde.Très grand, doté de 4 bras, d'une paire d'ailes et d'une longue queue épineuse. Il est en guerre avec Cosmos depuis une éternité. | Chaos Total: Chaos devient gigantesque et se munit d'une épée géante qu'il abat sur le terrain de différentes manières. Après 4coups, il s'empare de Quatre épées et les envoie se ficher sur le terrain, produisant une explosion qui peut être fatale. C'est la seule rafale EX qui peut être évitée. |

Le jeu reprend en fait le point le plus important de l'histoire de Final Fantasy, premier du nom, c'est-à-dire le paradoxe temporel liant Chaos et Garland mettant en scène un conflit sans fin.

## Système de jeu
Se rapprochant du style de combat de la série des Dragon Ball Budokai Tenkaichi sur PlayStation 2 et Nintendo Wii, Dissidia fait place aux combattants des différents Final Fantasy, pour donner lieu à des combats dynamiques reprenant les fondements du RPG (dégâts représentés par des nombres, équipements modifiables, système de Level Up en fonction de l’expérience gagnée...).
Le jeu se sépare en deux phases : une phase de jeu de plateau et une phase de combat en arène.
Sur le plateau de jeu, le joueur dispose d'un certain nombre de PA, servant à avancer son “pion” (le personnage qu'il incarne) sur une des cases qu'il peut atteindre. Il peut alors interagir avec les pions des cases adjacentes : les pions de combat entraînent un combat en arène, les pions d'objets permettent d'utiliser ces objets si possible, les coffres peuvent être ouverts.
Le combat en arène se fait en un contre un, dans un style d'Action-RPG : le joueur est libre de se déplacer et d'exécuter les commandes qu'il souhaite. Pour vaincre son ennemi, il dispose de deux types d'attaques générales : les attaques de Bravoure, qui lui permettent d'augmenter sa capacité à infliger des dégâts, et les attaques de HP, qui blessent l'ennemi. Les deux combattants peuvent sauter, courir sur les murs, glisser sur les rambardes ou tout détail saillant du décor, lui-même destructible. Chaque attaque libère des sphères bleutées qui gonflent une jauge d'EX, que le joueur peut libérer en passant en mode EX, lui donnant accès à des attaques plus puissantes, notamment la Rafale EX, équivalent de la Limite.

## Équipe de développement
- Réalisateur : Yusuke Shiokawa
- Character designer : Tetsuya Nomura
- Designer de l'écran-titre : Yoshitaka Amano
- Compositeur : Takeharu Ishimoto